# 阿羅阿
10°26′1″N 68°53′43″W / 10.43361°N 68.89528°W
阿羅阿（西班牙語：Aroa），是委內瑞拉的城市，位於該國西部亞拉奎州，是玻利瓦爾的首府，面積1,087平方公里，海拔高度424米，主要經濟活動是農業和畜牧業，人口31,185，人口密度每平方公里29人。